# Lakeside Park (Kentucky)
Lakeside Park es una ciudad ubicada en el condado de Kenton en el estado estadounidense de Kentucky. En el Censo de 2010 tenía una población de 2668 habitantes y una densidad poblacional de 1.330,91 personas por km².

## Geografía
Lakeside Park se encuentra ubicada en las coordenadas 39°2′3″N 84°34′6″O / 39.03417, -84.56833. Según la Oficina del Censo de los Estados Unidos, Lakeside Park tiene una superficie total de 2 km², de la cual 1.96 km² corresponden a tierra firme y (2.33%) 0.05 km² es agua.

## Demografía
Según el censo de 2010, había 2668 personas residiendo en Lakeside Park. La densidad de población era de 1.330,91 hab./km². De los 2668 habitantes, Lakeside Park estaba compuesto por el 95.35% blancos, el 1.91% eran afroamericanos, el 0% eran amerindios, el 0.37% eran asiáticos, el 0% eran isleños del Pacífico, el 0.79% eran de otras razas y el 1.57% pertenecían a dos o más razas. Del total de la población el 2.92% eran hispanos o latinos de cualquier raza.